# Alcis nuristana
Alcis nuristana là một loài bướm đêm trong họ Geometridae.